# Okręg wyborczy nr 22 do Sejmu Rzeczypospolitej Polskiej (1993–2001)
Okręg wyborczy nr 22 do Sejmu Rzeczypospolitej Polskiej (1993–2001) obejmował województwo krośnieńskie. W ówczesnym kształcie został utworzony w 1993. Wybieranych było w nim 5 posłów w systemie proporcjonalnym.
Siedzibą okręgowej komisji wyborczej było Krosno.

## Wyniki wyborów
| Podział 5 mandatów: SLD: 1 PSL: 2 UD: 1 KPN: 1 |

| Podział 5 mandatów: SLD: 1 AWS: 4 |

## Reprezentanci okręgu
| Sejm | Rok  | Poseł KW                                  | Poseł KW                                  | Poseł KW                                  | Poseł KW                                  | Poseł KW                                  | Poseł KW                                  | Poseł KW                                  | Poseł KW                                  | Poseł KW                                  | Poseł KW                                  |
| ---- | ---- | ----------------------------------------- | ----------------------------------------- | ----------------------------------------- | ----------------------------------------- | ----------------------------------------- | ----------------------------------------- | ----------------------------------------- | ----------------------------------------- | ----------------------------------------- | ----------------------------------------- |
| II   | 1993 |                                           | W. Wrona PSL                              |                                           | W. Firak SLD                              |                                           | E. Osiatyński UD                          |                                           | A. Czajka KPN                             |                                           | M. Olszewska PSL                          |
| II   | 1995 | S. Fal PSL                                | W. Wrona PSL                              |                                           | W. Firak SLD                              |                                           | E. Osiatyński UD                          |                                           | A. Czajka KPN                             |                                           |                                           |
| III  | 1997 |                                           | S. Zając AWS                              |                                           | W. Firak SLD                              | A. Kozioł AWS                             |                                           | S. Niemiec AWS                            |                                           | R. Kędra AWS                              |                                           |
| IV   | 2001 | okręg zniesiony – patrz okręgi nr 14 i 22 | okręg zniesiony – patrz okręgi nr 14 i 22 | okręg zniesiony – patrz okręgi nr 14 i 22 | okręg zniesiony – patrz okręgi nr 14 i 22 | okręg zniesiony – patrz okręgi nr 14 i 22 | okręg zniesiony – patrz okręgi nr 14 i 22 | okręg zniesiony – patrz okręgi nr 14 i 22 | okręg zniesiony – patrz okręgi nr 14 i 22 | okręg zniesiony – patrz okręgi nr 14 i 22 | okręg zniesiony – patrz okręgi nr 14 i 22 |

### Wybory parlamentarne 1993
| Komitet wyborczy                                      | Komitet wyborczy                                     | Głosów | %     | Mandaty | Wybrani posłowie                                |
| ----------------------------------------------------- | ---------------------------------------------------- | ------ | ----- | ------- | ----------------------------------------------- |
|                                                       | Polskie Stronnictwo Ludowe                           | 31 935 | 17,92 | 2       | Władysław Wrona, Maria Olszewska, Stanisław Fal |
|                                                       | Katolicki Komitet Wyborczy „Ojczyzna”                | 25 364 | 14,23 | –       |                                                 |
|                                                       | Sojusz Lewicy Demokratycznej                         | 22 294 | 13,86 | 1       | Witold Firak                                    |
|                                                       | Konfederacja Polski Niepodległej                     | 15 565 | 12,51 | 1       | Andrzej Czajka                                  |
|                                                       | Unia Demokratyczna                                   | 14 037 | 7,88  | 1       | Epaminondas Osiatyński                          |
|                                                       | Niezależny Samorządny Związek Zawodowy „Solidarność” | 10 043 | 5,64  | –       |                                                 |
|                                                       | Koalicja dla Rzeczypospolitej                        | 9627   | 5,40  | –       |                                                 |
|                                                       | Polskie Stronnictwo Ludowe – Porozumienie Ludowe     | 7989   | 4,48  | –       |                                                 |
|                                                       | Porozumienie Centrum                                 | 7441   | 4,18  | –       |                                                 |
|                                                       | Unia Pracy                                           | 7343   | 4,12  | –       |                                                 |
|                                                       | Unia Polityki Realnej                                | 6127   | 3,44  | –       |                                                 |
|                                                       | Samoobrona – Leppera                                 | 5977   | 3,35  | –       |                                                 |
|                                                       | Bezpartyjny Blok Wspierania Reform                   | 5937   | 3,33  | –       |                                                 |
|                                                       | Partia X                                             | 5799   | 3,25  | –       |                                                 |
|                                                       | Kongres Liberalno-Demokratyczny                      | 2741   | 1,54  | –       |                                                 |
| Frekwencja: 53,20% Źródło: Państwowa Komisja Wyborcza |                                                      |        |       |         |                                                 |

Poniższa tabela przedstawia podział mandatów dla komitetów wyborczych na podstawie uzyskanych głosów, a następnie obliczonych ilorazów wyborczych na podstawie metody D’Hondta.
| Podział mandatów dla komitetów wyborczych na podstawie metody D’Hondta | Podział mandatów dla komitetów wyborczych na podstawie metody D’Hondta | Podział mandatów dla komitetów wyborczych na podstawie metody D’Hondta | Podział mandatów dla komitetów wyborczych na podstawie metody D’Hondta | Podział mandatów dla komitetów wyborczych na podstawie metody D’Hondta | Podział mandatów dla komitetów wyborczych na podstawie metody D’Hondta | Podział mandatów dla komitetów wyborczych na podstawie metody D’Hondta | Podział mandatów dla komitetów wyborczych na podstawie metody D’Hondta | Podział mandatów dla komitetów wyborczych na podstawie metody D’Hondta | Podział mandatów dla komitetów wyborczych na podstawie metody D’Hondta |
| Komitet wyborczy                                                       | Komitet wyborczy                                                       | Liczba głosów                                                          | Iloraz wyborczy                                                        | Iloraz wyborczy                                                        | Iloraz wyborczy                                                        | Iloraz wyborczy                                                        | Iloraz wyborczy                                                        | Mandaty                                                                | TP                                                                     |
| Komitet wyborczy                                                       | Komitet wyborczy                                                       | Liczba głosów                                                          | /1                                                                     | /2                                                                     | /3                                                                     | /4                                                                     | /5                                                                     | Mandaty                                                                | TP                                                                     |
| ---------------------------------------------------------------------- | ---------------------------------------------------------------------- | ---------------------------------------------------------------------- | ---------------------------------------------------------------------- | ---------------------------------------------------------------------- | ---------------------------------------------------------------------- | ---------------------------------------------------------------------- | ---------------------------------------------------------------------- | ---------------------------------------------------------------------- | ---------------------------------------------------------------------- |
|                                                                        | Polskie Stronnictwo Ludowe                                             | 31 935                                                                 | 31 935                                                                 | 15 968                                                                 | 10 645                                                                 | 7984                                                                   | 6387                                                                   | 2                                                                      | 1,64                                                                   |
|                                                                        | Sojusz Lewicy Demokratycznej                                           | 22 294                                                                 | 22 294                                                                 | 11 147                                                                 | 7431                                                                   | 5574                                                                   | 4459                                                                   | 1                                                                      | 1,15                                                                   |
|                                                                        | Konfederacja Polski Niepodległej                                       | 15 565                                                                 | 15 565                                                                 | 7783                                                                   | 5188                                                                   | 3891                                                                   | 3113                                                                   | 1                                                                      | 0,80                                                                   |
|                                                                        | Unia Demokratyczna                                                     | 14 037                                                                 | 14 037                                                                 | 7019                                                                   | 4679                                                                   | 3509                                                                   | 2807                                                                   | 1                                                                      | 0,72                                                                   |
|                                                                        | Unia Pracy                                                             | 7343                                                                   | 7343                                                                   | 3672                                                                   | 2448                                                                   | 1836                                                                   | 1469                                                                   | 0                                                                      | 0,38                                                                   |
|                                                                        | Bezpartyjny Blok Wspierania Reform                                     | 5937                                                                   | 5937                                                                   | 2969                                                                   | 1979                                                                   | 1484                                                                   | 1187                                                                   | 0                                                                      | 0,31                                                                   |
| Ogółem                                                                 | Ogółem                                                                 | 97 111                                                                 | —                                                                      | —                                                                      | —                                                                      | —                                                                      | —                                                                      | 5                                                                      | 5                                                                      |

### Wybory parlamentarne 1997
| Komitet wyborczy                                      | Komitet wyborczy                          | Głosów | %     | Mandaty | Wybrani posłowie                                               |
| ----------------------------------------------------- | ----------------------------------------- | ------ | ----- | ------- | -------------------------------------------------------------- |
|                                                       | Akcja Wyborcza Solidarność                | 87 639 | 47,20 | 4       | Stanisław Zając, Andrzej Kozioł, Szymon Niemiec, Ryszard Kędra |
|                                                       | Sojusz Lewicy Demokratycznej              | 28 930 | 15,58 | 1       | Witold Firak                                                   |
|                                                       | Ruch Odbudowy Polski                      | 18 602 | 10,02 | –       |                                                                |
|                                                       | Unia Wolności                             | 14 112 | 7,60  | –       |                                                                |
|                                                       | Polskie Stronnictwo Ludowe                | 13 050 | 7,03  | –       |                                                                |
|                                                       | Unia Pracy                                | 6858   | 3,69  | –       |                                                                |
|                                                       | Unia Prawicy Rzeczypospolitej             | 4635   | 2,50  | –       |                                                                |
|                                                       | Krajowa Partia Emerytów i Rencistów       | 4163   | 2,24  | –       |                                                                |
|                                                       | Blok dla Polski                           | 4063   | 2,19  | –       |                                                                |
|                                                       | Krajowe Porozumienie Emerytów i Rencistów | 3635   | 1,96  | –       |                                                                |
| Frekwencja: 52,79% Źródło: Państwowa Komisja Wyborcza |                                           |        |       |         |                                                                |

Poniższa tabela przedstawia podział mandatów dla komitetów wyborczych na podstawie uzyskanych głosów, a następnie obliczonych ilorazów wyborczych na podstawie metody D’Hondta.
| Podział mandatów dla komitetów wyborczych na podstawie metody D’Hondta | Podział mandatów dla komitetów wyborczych na podstawie metody D’Hondta | Podział mandatów dla komitetów wyborczych na podstawie metody D’Hondta | Podział mandatów dla komitetów wyborczych na podstawie metody D’Hondta | Podział mandatów dla komitetów wyborczych na podstawie metody D’Hondta | Podział mandatów dla komitetów wyborczych na podstawie metody D’Hondta | Podział mandatów dla komitetów wyborczych na podstawie metody D’Hondta | Podział mandatów dla komitetów wyborczych na podstawie metody D’Hondta | Podział mandatów dla komitetów wyborczych na podstawie metody D’Hondta | Podział mandatów dla komitetów wyborczych na podstawie metody D’Hondta |
| Komitet wyborczy                                                       | Komitet wyborczy                                                       | Liczba głosów                                                          | Iloraz wyborczy                                                        | Iloraz wyborczy                                                        | Iloraz wyborczy                                                        | Iloraz wyborczy                                                        | Iloraz wyborczy                                                        | Mandaty                                                                | TP                                                                     |
| Komitet wyborczy                                                       | Komitet wyborczy                                                       | Liczba głosów                                                          | /1                                                                     | /2                                                                     | /3                                                                     | /4                                                                     | /5                                                                     | Mandaty                                                                | TP                                                                     |
| ---------------------------------------------------------------------- | ---------------------------------------------------------------------- | ---------------------------------------------------------------------- | ---------------------------------------------------------------------- | ---------------------------------------------------------------------- | ---------------------------------------------------------------------- | ---------------------------------------------------------------------- | ---------------------------------------------------------------------- | ---------------------------------------------------------------------- | ---------------------------------------------------------------------- |
|                                                                        | Akcja Wyborcza Solidarność                                             | 87 639                                                                 | 87 639                                                                 | 43 820                                                                 | 29 213                                                                 | 21 910                                                                 | 17 528                                                                 | 4                                                                      | 2,70                                                                   |
|                                                                        | Sojusz Lewicy Demokratycznej                                           | 28 930                                                                 | 28 930                                                                 | 14 465                                                                 | 9643                                                                   | 7233                                                                   | 5786                                                                   | 1                                                                      | 0,89                                                                   |
|                                                                        | Ruch Odbudowy Polski                                                   | 18 602                                                                 | 18 602                                                                 | 9301                                                                   | 6201                                                                   | 4651                                                                   | 3720                                                                   | 0                                                                      | 0,57                                                                   |
|                                                                        | Unia Wolności                                                          | 14 112                                                                 | 14 112                                                                 | 7056                                                                   | 4704                                                                   | 3528                                                                   | 2822                                                                   | 0                                                                      | 0,43                                                                   |
|                                                                        | Polskie Stronnictwo Ludowe                                             | 13 050                                                                 | 13 050                                                                 | 6525                                                                   | 4350                                                                   | 3263                                                                   | 2610                                                                   | 0                                                                      | 0,40                                                                   |
| Ogółem                                                                 | Ogółem                                                                 | 162 335                                                                | —                                                                      | —                                                                      | —                                                                      | —                                                                      | —                                                                      | 5                                                                      | 5                                                                      |